# Cerro El Joma
Cerro El Joma är ett berg i Mexiko.   Det ligger i kommunen Aconchi och delstaten Sonora, i den nordvästra delen av landet, 1 600 km nordväst om huvudstaden Mexico City. Toppen på Cerro El Joma är 1 881 meter över havet. Cerro El Joma ingår i Sierra de Aconchi.
Terrängen runt Cerro El Joma är kuperad åt sydväst, men åt nordost är den bergig. Runt Cerro El Joma är det mycket glesbefolkat, med 2 invånare per kvadratkilometer. Närmaste större samhälle är San José, 17,9 km öster om Cerro El Joma. I omgivningarna runt Cerro El Joma växer huvudsakligen savannskog.